# Josefslust
Das Waldgebiet Josefslust, zu dem auch der Wildpark Josefslust gehört, ist ein Jagdrevier des Hauses Hohenzollern beiderseits der Landesstraße 456 von Sigmaringen nach Krauchenwies. Josefslust wird als Straßenname der Stadt Sigmaringen geführt, ist aber kein eigenständiger Ortsteil.

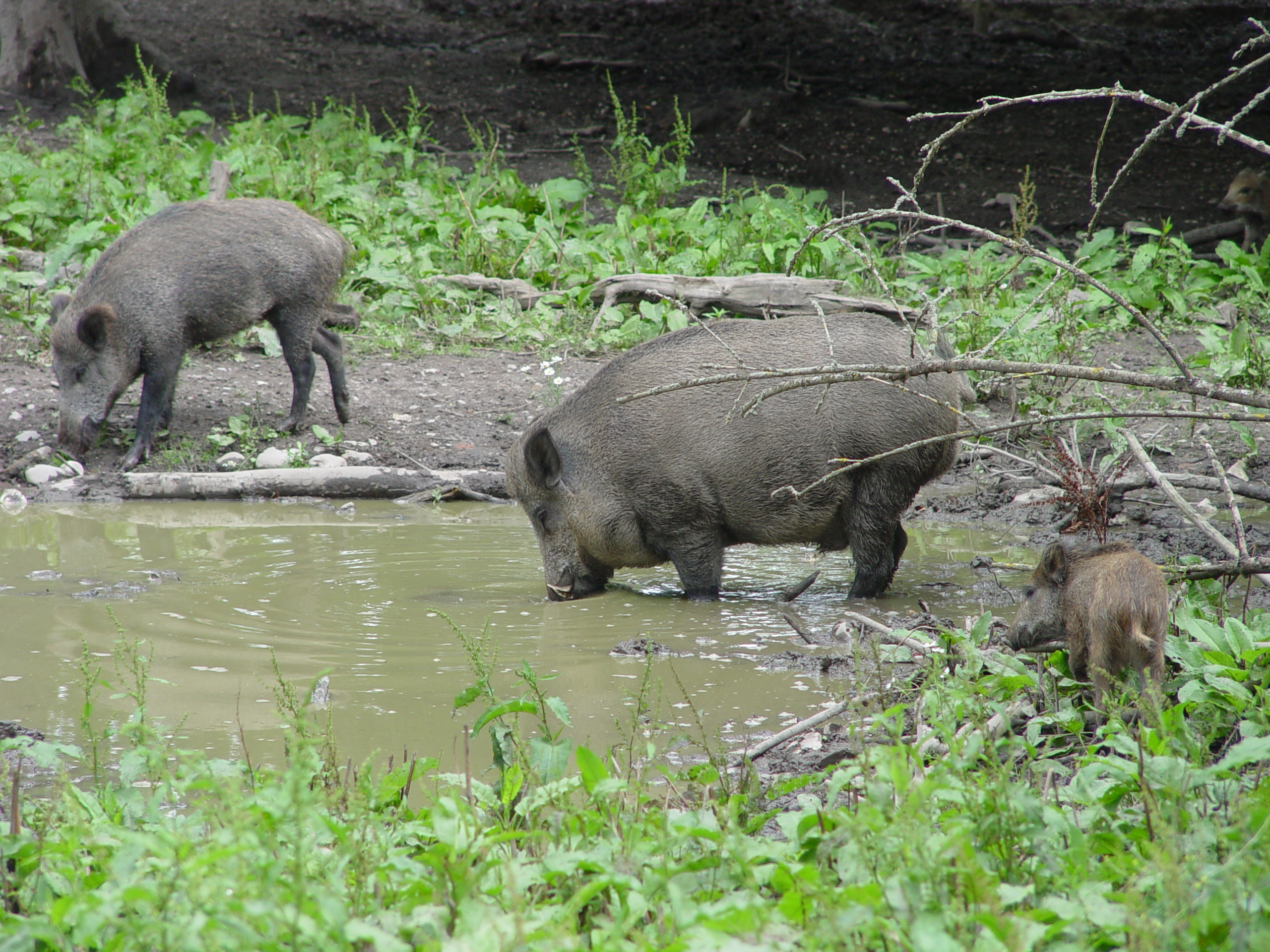
Schweinefamilie im Wildpark

## Lage und Größe

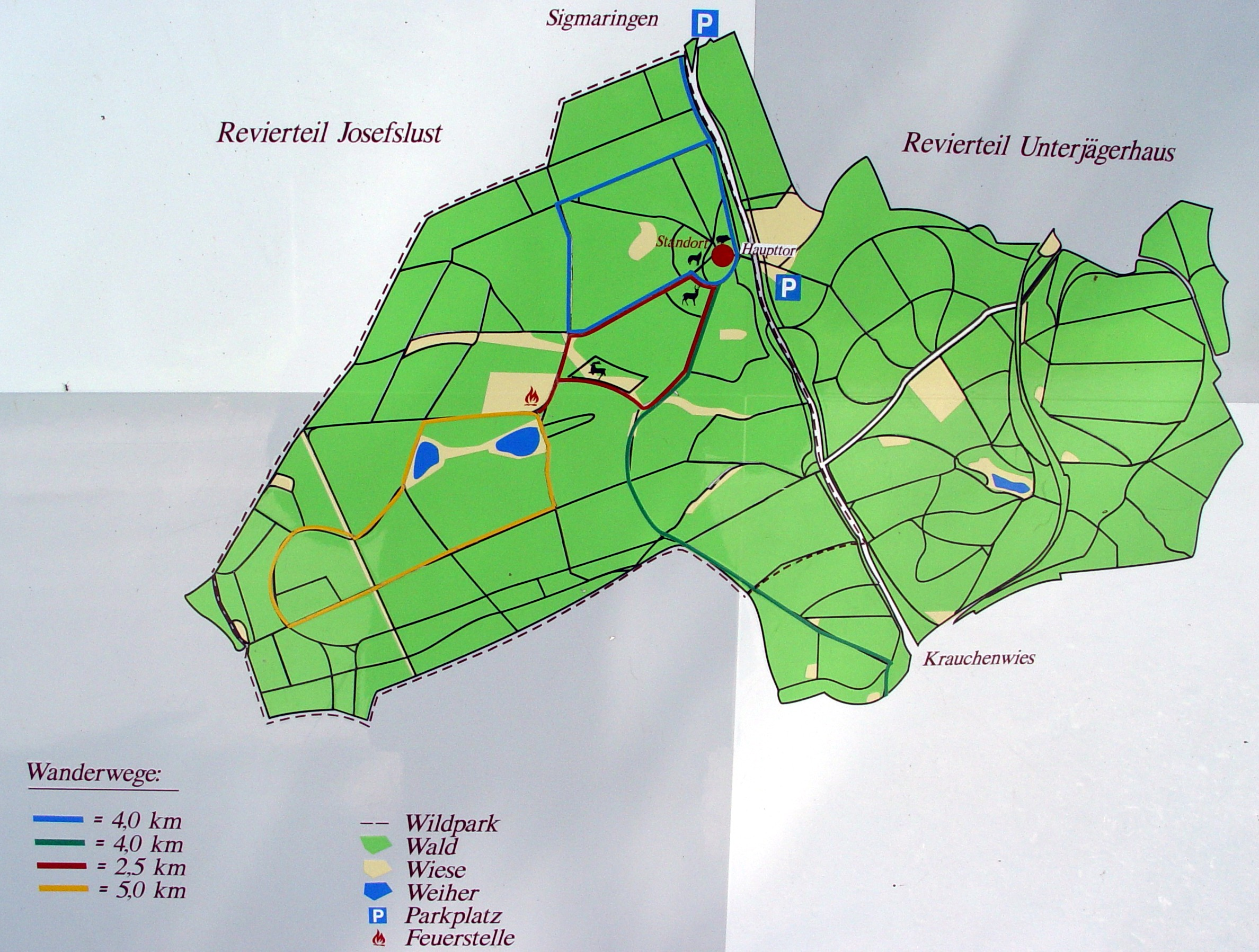
Karte des Wildparks

Der Wildpark Josefslust ist Teil des „Sigmaringer Forsts“, eines Waldgebiets, das im Norden von der Donau und im Süden von der Ablach begrenzt wird. Der Sigmaringer Forst ist nach dem Altdorfer Wald das größte zusammenhängende Waldgebiet Oberschwabens und erstreckt sich von Meßkirch bis nach Mengen. Er wird durch zwei in nord-südlicher Richtung verlaufende Straßen – im Westen die Kreisstraße 8267 von Laiz nach Göggingen und im Osten die Landesstraße 456 von Sigmaringen nach Krauchenwies – in drei etwa gleich große Waldflächen geteilt.
Der „Josefsluster Wald“ wird häufig fälschlicherweise als „Josefswald“ tituliert, der Josefswald ist jedoch lediglich ein Gewann im Josefsluster Wald. Letzterer umfasst heute eine Fläche von rund 15 km², davon sind 7,2 km² als Wildpark eingezäunt. Der eigentliche „Wildpark Josefslust“ mit einer Fläche von 780 Hektar ist die mittlere Waldfläche zwischen K 8267 und L 456 und zudem der zentrale Punkt des Landkreises Sigmaringen.

## Fürstlich Hohenzollerischer Wildpark Josefslust
Der Wildpark Josefslust ist ein weitläufiger, von einem 35 Kilometer langen Wegenetz durchzogener Naturpark. Er darf von jedermann kostenlos zum Zweck der Erholung zu jeder Zeit und überall betreten werden.

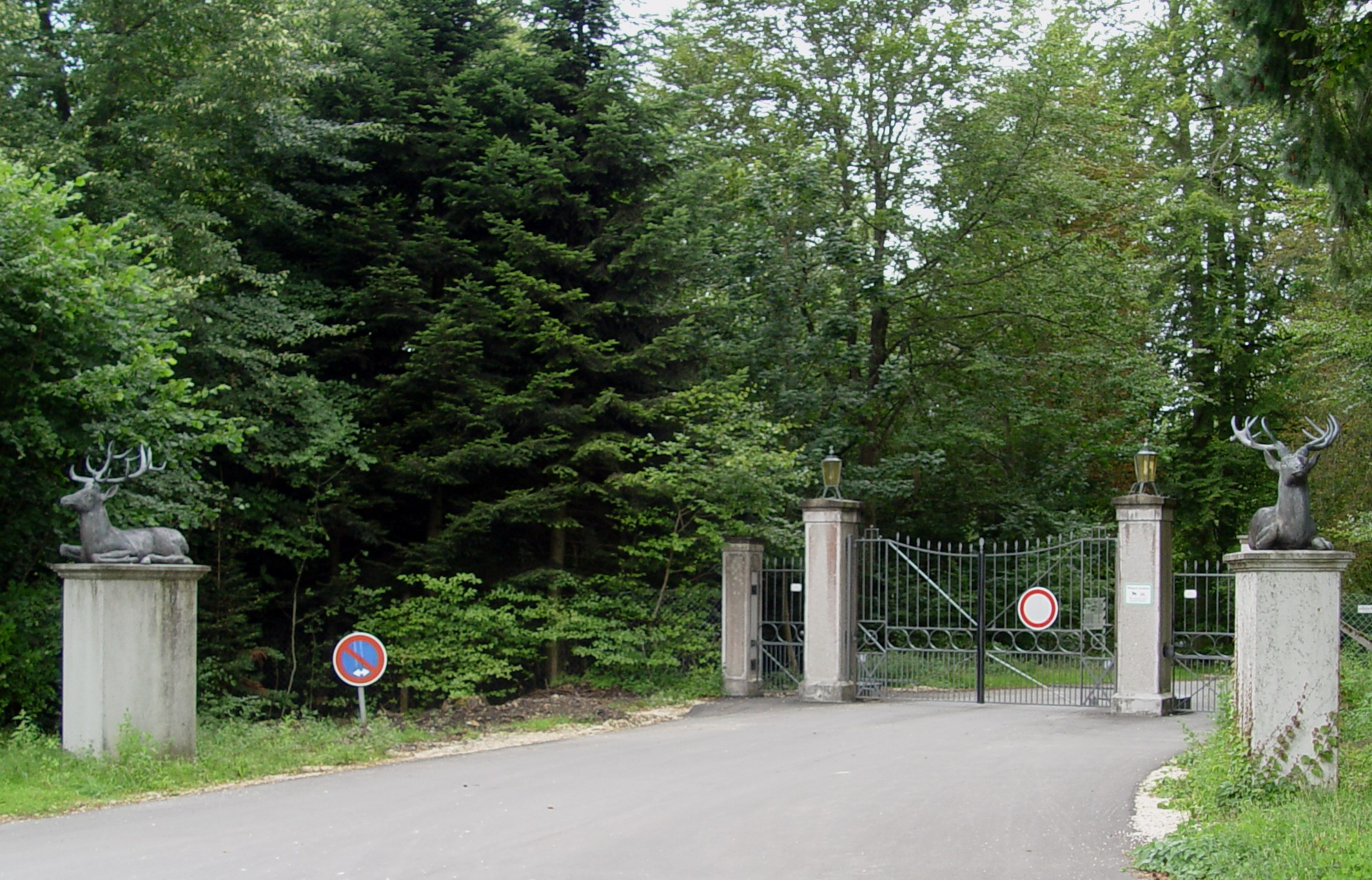
Haupteingang

Der Haupteingang zum Wildpark liegt an der Straße zwischen Krauchenwies und Sigmaringen. Nach Überqueren der Fahrbahn gelangt man vom Waldparkplatz zum Haupteingang, einer efeuberankten Toreinfahrt im Osten des Wildparks. Das schwere Eisentor ist von zwei Säulen gefasst. Auf ihnen thronen gusseiserne Rothirschplastiken, rechts die eines Zwölfenders, links die eines Vierzehnenders.
Der Wildpark Josefslust hatte bis 2010 teils groß angelegte Schaugatter mit Wild der heimischen Tierwelt: Wildschweine, Rot- und Damwild. Ein 2,5 Kilometer langer Rundweg führte noch bis 2010 zu den Gehegen für Rot- und Damwild. Das größte Gehege hatte drei Hektar Fläche. Gleich am Eingang befindet sich noch ein Kleingehege für Wildschweine.
Des Weiteren zeichnet sich Josefslust durch ein weites Waldgebiet mit vielen zum Teil unter Naturschutz stehenden, sehr alten Bäumen, mehreren romantischen Seen, Skulpturen und einigen versteckt gelegenen alten Toren aus. Außerdem gibt es einen Grillplatz. Alte gusseiserne Wegweiser weisen Wanderern den Weg. Eigentümer des Parks ist das Fürstenhaus Hohenzollern-Sigmaringen.

### Landschaftsbild
Der Wildpark Josefslust gehört zum Naturpark Obere Donau. Laut der Unternehmensgruppe Fürst von Hohenzollern – Geschäftsbereich Forst – gibt es im Gebiet des Parks sehr nährstoffreiche Waldböden und damit Wälder mit einer überdurchschnittlich hohen Zuwachs- und Ertragsleistung. Er ist folgerichtig als besonders schutzbedürftiger Bereich für die Forstwirtschaft ausgewiesen: Die nachhaltige Sicherung der Erzeugung hochwertigen Holzes und der Erhaltung der für den Naturhaushalt bedeutsamen Waldfunktionen ist seine ganz elementare und laut Landesentwicklungsplan besonders schützenswerte Zielbestimmung. So wird ebenfalls im Wildpark eine hochwertige Wiesenmahd durch die Fürstlich Hohenzollerische Forstverwaltung durchgeführt.

### Geschichte
Die Anfänge von Josefslust liegen im 15. Jahrhundert. So gingen im Jagddistrikt „Faulbronnen“, in alten Karten als Waldfläche zwischen Krauchenwies und Sigmaringen gekennzeichnet, die Grafen von Werdenberg zu Sigmaringen und die Grafen von Zimmern zu Meßkirch ihrer Jagdleidenschaft nach. Um Streitigkeiten zu vermeiden, teilten die beiden Grafengeschlechter 1463 das Jagdgebiet auf und legten die Jagdgrenzen fest. Als 1535 die Grafen von Zollern die Werdenberger ablösten, wurde der Jagdbezirk noch bedeutsamer. Auch die nachfolgenden Adligen waren begeisterte Jäger, und die Fürsten Joseph Friedrich von Hohenzollern-Sigmaringen (1702–1769) und Karl Friedrich von Hohenzollern-Sigmaringen (1724–1785) waren als Nimrode bekannt.
Der Name Josefslust geht zurück auf das 1727 durch Fürst Joseph Friedrich von Hohenzollern erbaute Jagdschlösschen „Josefslust“. Die erste Einzäunung entstand im Jahr 1790, wohl zur Vermeidung von Problemen mit der Bevölkerung wegen der Wildschäden, der Wildpark wurde unter Fürst Anton Aloys von Hohenzollern-Sigmaringen eingezäunt. Der Fürst kaufte den Bauern viele Weiderechte ab, und durch Kauf und Tausch weiterer Flächen erreichte der Wildpark in der ersten Hälfte des 19. Jahrhunderts seine größte Ausdehnung. 1403 Hektar war „Josefslust“ groß und reichte bis an die Gemarkungsgrenzen von Mengen, Scheer und Sigmaringendorf.

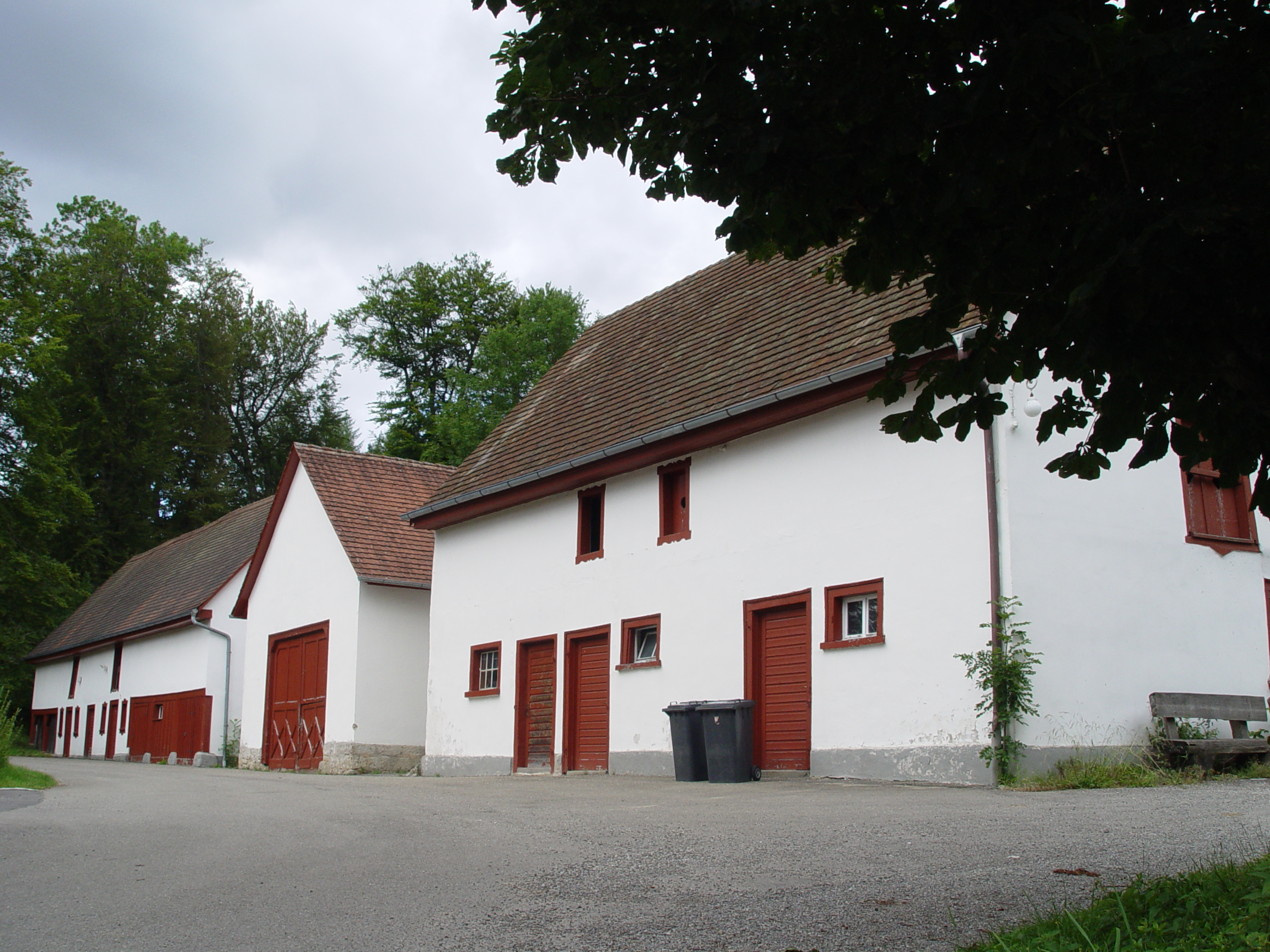
Ökonomiegebäude beim Jagdschloss

An den Zugängen wurden Häuser errichtet, deren Bewohner – stets fürstliche Förster oder Holzmacher – diese zu bewachen und dafür Sorge zu tragen hatten, dass kein Wild „ausbüxen“ konnte. An diese Ära der bewachten Parkzugänge erinnern noch die alten Waldabteilungsnamen „Schätterhaus“ und „Torwardhaus“ an der Straße von Krauchenwies nach Sigmaringen. Der westliche Bereich war vom „Oberjägerhaus“ bewacht. Im Wildpark war früher Schwarzwild und Rotwild „eingegattert“.
1850 ließ Fürst Karl Anton von Hohenzollern-Sigmaringen (1811–1885) den Wildpark auf 840 Hektar verkleinern. Unter Fürst Leopold von Hohenzollern-Sigmaringen (1835–1905) und Fürst Wilhelm von Hohenzollern (1864–1927) fanden hier noch Hofjagden statt, an denen Mitglieder des europäischen Hochadels teilnahmen. Später wurde im weniger stark frequentierten Teil des Parks eine Tontauben-Schießanlage angelegt. Am 15. April 1892 wurde in Josefslust Ernst Gottlieb Föhr geboren.
Um 1900 mussten unter Fürst Leopold Teile der Gemäldegalerie im Sigmaringer Schloss wegen der großen Borkenkäferplage in den fürstlichen Wäldern verkauft werden. Während des Ersten Weltkrieges wurden im Jahr 1917 wegen akuten Fleischmangels alle Wildschweine und große Teile des Dam- und Rotwildbestandes abgeschossen. Im Jahr 1948 kam es zu einem starken Borkenkäferbefall, der die umliegenden Wälder heimsuchte. Alle älteren Fichtenwälder im weiten Umkreis des Oberjägerhauses sind dem Kahlfraß zum Opfer gefallen. Waldarbeiter aus Reutlingen und aus der Schweiz wurden im Oberjägerhaus einquartiert, Forstlehrlinge und Forstanwärter waren von der Forstdirektion Tübingen zur Borkenkäferbekämpfung abkommandiert worden. Unter Leitung von Forstmeister Wellenstein mussten sie mit „Viton“ (DDT) und Arsen dem Käfer zu Leibe rücken. Vergeblich, wie sich herausstellte. Erst die nassen und verhältnismäßig kalten Sommermonate zu Beginn der 1950er Jahre haben den Borkenkäfer dann eingedämmt.
Im milden Winter 2006/2007 wurde die komplette Umzäunung des Wildparks mit einer Länge von 14 Kilometern erneuert.
Vor Jahren wurden auf Veranlassung der Familie Hohenzollern vom Geschäftsbereich „Forst“ der Unternehmensgruppe Fürst von Hohenzollern für 87.000 Euro Kleingehege als Schaugatter angelegt. Die jährlichen Unterhaltskosten betrugen durchschnittlich 10.250 Euro ohne Lohnkosten. Ein Berufsjäger verbrachte täglich eineinhalb Stunden mit der Fütterung der Tiere und Kontrolle der Gatter. Am 11. Dezember 2009 teilte das Veterinärsamt des Sigmaringer Landratsamtes mit, dass zum 1. Januar 2010 aufgrund neuer EU-Richtlinien das Gehegewild als Farmwild eingestuft wird. Aus diesem Grund wurden die Gatter 2010 aufgelöst.

## Sehenswürdigkeiten

### Jagdschloss Josefslust

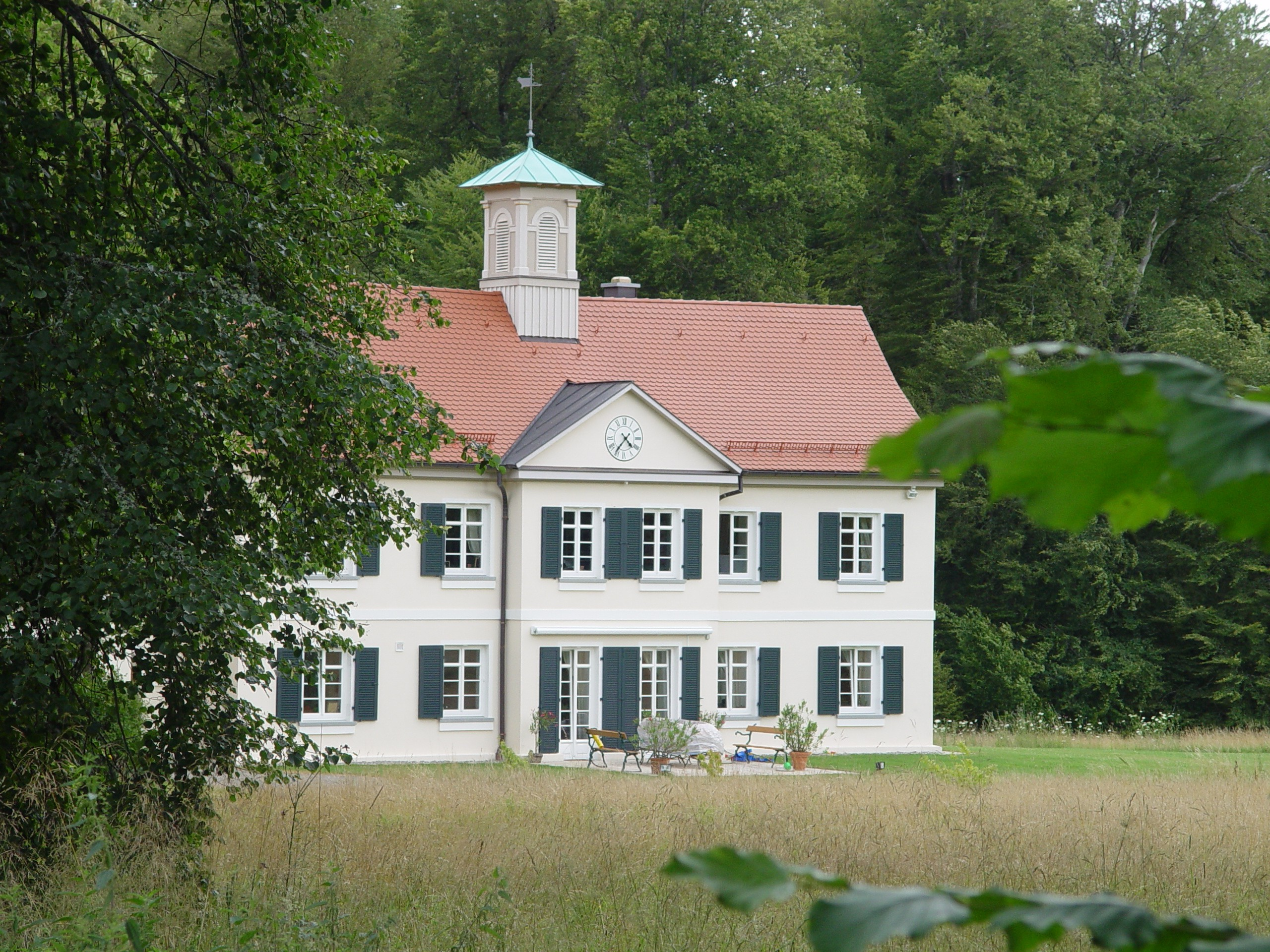
Das Jagdschloss Josefslust

Das Jagdschloss Josefslust (48° 3′ 20,2″ N, 9° 13′ 43,8″ O) („Jagdschlösschen“) im Wald „Faulbronn“ befindet sich 250 Meter westlich des Haupteingangs. Es wurde 1717, nach anderen Angaben 1727, vom begeisterten Jäger Fürst Josef Friedrich von Hohenzollern-Sigmaringen (1715–1769) erbaut. Ursprünglich stand noch eine Kapelle dabei, und ein „ständiger Jäger“ fand Wohnung in einem Nebengebäude. An Stelle des alten Jagdschlösschens wurde im Jahre 1830 das Jagdschloss nach den Plänen von Rudolf Burnitz (1788–1849) errichtet und diente als Fürstlich Hohenzollerische Revierförsterei. Ein Blechschild im Torbogen wies bis vor kurzem noch auf den Sitz hin.
Bis vor wenigen Jahren beherbergte das Jagdschloss Josefslust, in einem im Torbogen befindlichen Schaukasten, das ausgestopfte Tierpräparat des letzten auf hohenzollerischem Gebiet erlegten Wolfes. Er wurde am 18. Januar 1831 bei Gauselfingen erlegt, nachdem er im Juni 1830 in Pferche bei Kettenacker, Harthausen und Feldhausen eingebrochen war und drei Schafe gerissen hatte. Zwischenzeitlich wurde die in die Jahre gekommene Trophäe, von der Bevölkerung „Isegrim“ genannt, restauriert und in den „Hubertussaal“ auf Schloss Sigmaringen verbracht.
Nach der Sanierung und Umbau durch die „Hohenzollern Architekten“ (Ferdinand von Hohenzollern, Berlin) im Jahr 2006 erstrahlt das Jagdschloss Josefslust mit seinen schmiedeeisernen Fenstergittern wieder in neuem Glanz. Das Jagdschloss ist der Öffentlichkeit nicht zugänglich.
In der Nähe des Jagdschlosses wurden in der Vergangenheit keramische Funde gemacht, die in die flavische Zeit datieren.
- Siehe auch: Liste von Burgen und Schlössern in Baden-Württemberg

### Landhaus Josefslust

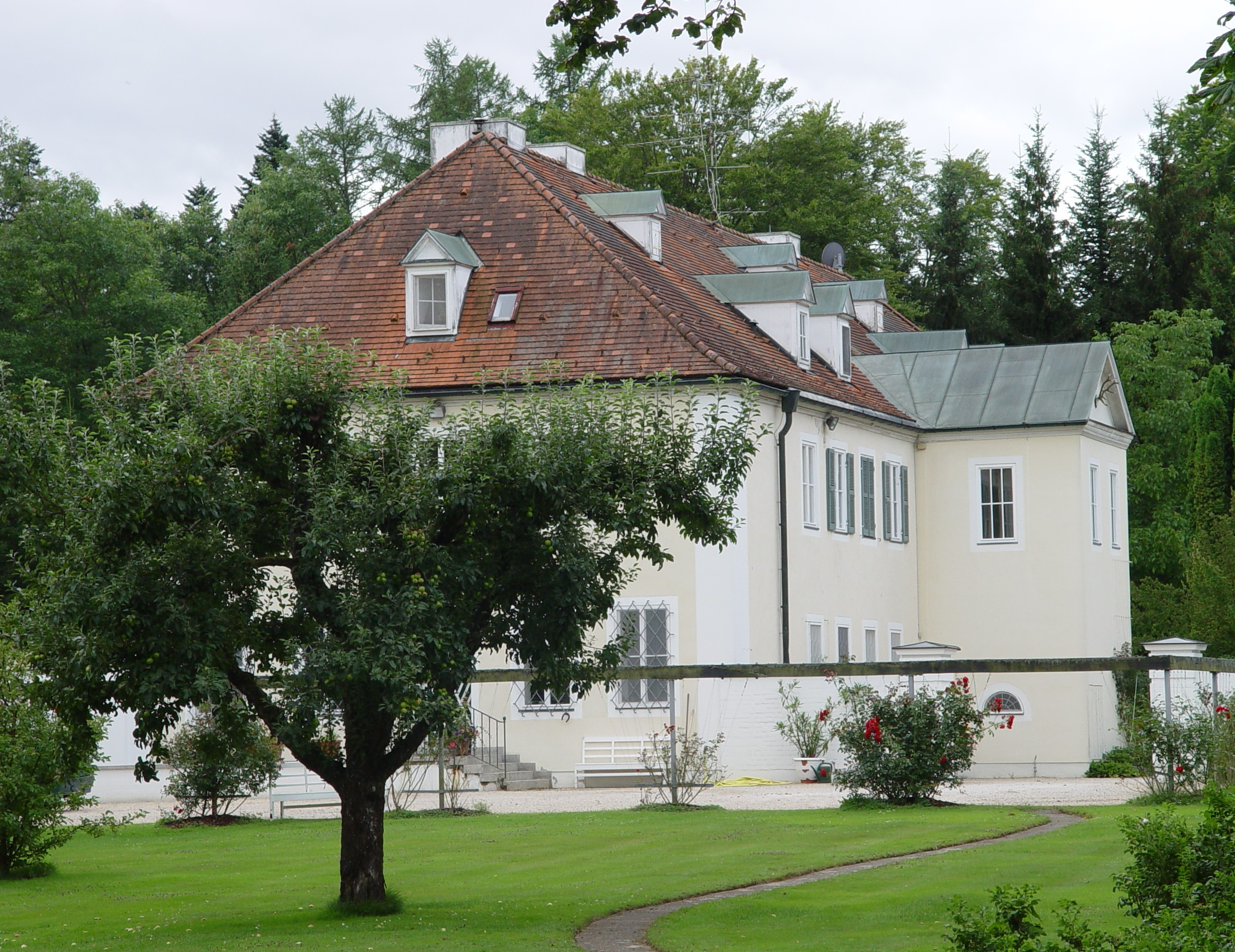
Das Landhaus

Rund 200 Meter westlich des Jagdschlosses befindet sich hinter einer hohen Hecke und elektrischem Zufahrtstor ein Landhaus (48° 3′ 19,8″ N, 9° 13′ 35,7″ O). Diesen Landsitz ließ sich 1956/57 nach Plänen des Architekten Paul Schmitthenner (1884–1972) der damalige Erbprinz Friedrich Wilhelm von Hohenzollern als Wohnsitz erbauen. Das Landhaus Josefslust trägt die Postanschrift Josefslust 2, 72488 Sigmaringen. Entwürfe des Architekten Martin Elsaesser (1884–1957) aus dem Frühjahr 1948 fanden keine Anwendung. Das Landhaus wurde um eine private Schwimmhalle und Außenswimmingpool durch die „Hohenzollern Architekten“ (Ferdinand von Hohenzollern, Berlin) erweitert. Es wurde durch Friedrich Wilhelm bis zu dessen Tod im Jahre 2010 bewohnt und im Anschluss durch seinen Sohn und Nachfolger Karl Friedrich von Hohenzollern umfassend renoviert und modernisiert. Die Hauselektrik, die noch aus der Zeit der Fertigstellung stammte, wurde erneuert und die 25 Zimmer (800 m² Wohnfläche) wurden komplett neu ausgestattet. Das Gebäude dient Karl Friedrich und dessen Frau Katharina Maria als Hauptwohnsitz und ist der Öffentlichkeit nicht zugänglich.

### Jagdsalon
Das historische Zeughaus (48° 3′ 24,4″ N, 9° 13′ 45,6″ O) wurde im 17. Jahrhundert erbaut und befindet sich seitdem im Besitz der Adelsfamilie Hohenzollern. Es wurde 2010 zum Jagdsalon für jagdliche Anlässe umgebaut und bietet Platz für 160 Gäste.

### Bahnhof Josefslust
Im Zuge der Eröffnung der Bahnstrecke Krauchenwies–Sigmaringen durch die Großherzoglich Badische Staatseisenbahn am 6. September 1873 wurde der Bahnhof Josefslust (48° 3′ 7″ N, 9° 15′ 10″ O) geschaffen. Er stand auf Sigmaringer Gemarkung. Die Bahnstrecke wurde im Zuge der Erweiterung der Hegau-Ablachtal-Bahn von Meßkirch nach Mengen geschaffen und gehörte zur Zugverbindung Radolfzell-Sigmaringen, die im Kursbuch unter 320a zu finden war. Der Bahnhof Josefslust wurde mit der Streckeneröffnung im Personenverkehr am 6. September 1873 eingeweiht. Er lag 3,8 Streckenkilometer vom Anschlussbahnhof Krauchenwies entfernt. Nach 9,1 Streckenkilometern mit der Ankunft im Bahnhof Sigmaringen erhielt man Anschluss an die Bahnstrecke Ulm–Sigmaringen sowie an die Hohenzollerische Landesbahn Richtung Gammertingen. Vom Bahnhof Krauchenwies aus verliefen die zwei Schienenstränge nach Sigmaringen und Mengen zunächst parallel durch den Fürstlich Hohenzollerischen Park in Krauchenwies. Die im Park befindlichen Lager und Pfeiler der Ablachbrücke erinnern an diese seltene Trassierung von zwei eingleisigen Strecken nebeneinander. Erst später, auf der Höhe des heutigen Strandbades von Krauchenwies am Steidlesee, zweigte die Bahnstrecke Krauchenwies–Sigmaringen ohne Weichenverbindung allmählich nach Norden ab.
Mit der Gründung der Deutschen Reichsbahn am 1. April 1920 wurde die Badische Staatsbahn in die Reichsbahn eingegliedert. In den 1960er Jahren verkehrten bereits nur noch Schienenbusse zwischen Radolfzell und Sigmaringen. Nachdem die Strecke Krauchenwies–Sigmaringen zuletzt lediglich für den Güterverkehr genutzt worden war, wurde die Bahntrasse am 1. Juni 1969 mit der Einstellung des Gesamtverkehrs endgültig stillgelegt. Grund dafür waren die nicht mehr tragfähigen Brücken. Der Verkehr zwischen Radolfzell und Meßkirch blieb jedoch erhalten.
Die Eisenbahnstrecke Krauchenwies–Sigmaringen wurde ab 1971 größtenteils zurückgebaut, die Brücken beim Wusthauweiher und beim Unterjägerhaus abgerissen. Das Bahnhofsgebäude Josefslust fiel 1971 dem Abriss zum Opfer. Einzig erhalten geblieben ist eine nicht mehr befahrbare Balkenbrücke zwischen Sigmaringen und Sigmaringendorf über die Donau. Von ihr blieben drei Fachwerküberbauten mit obenliegendem Gleis von je 36 Meter Weite erhalten. Der Träger über ein weiteres Feld ist abgebaut. Weiterhin ist die beim Unterjägerhaus auf einem Bahndamm geführte alte Trasse noch sehr gut erkennbar. Geländeeinschnitte nördlich und nordöstlich des Wusthauerweihers sind vollständig aufgeforstet beziehungsweise verholzt.

### Hohschirm

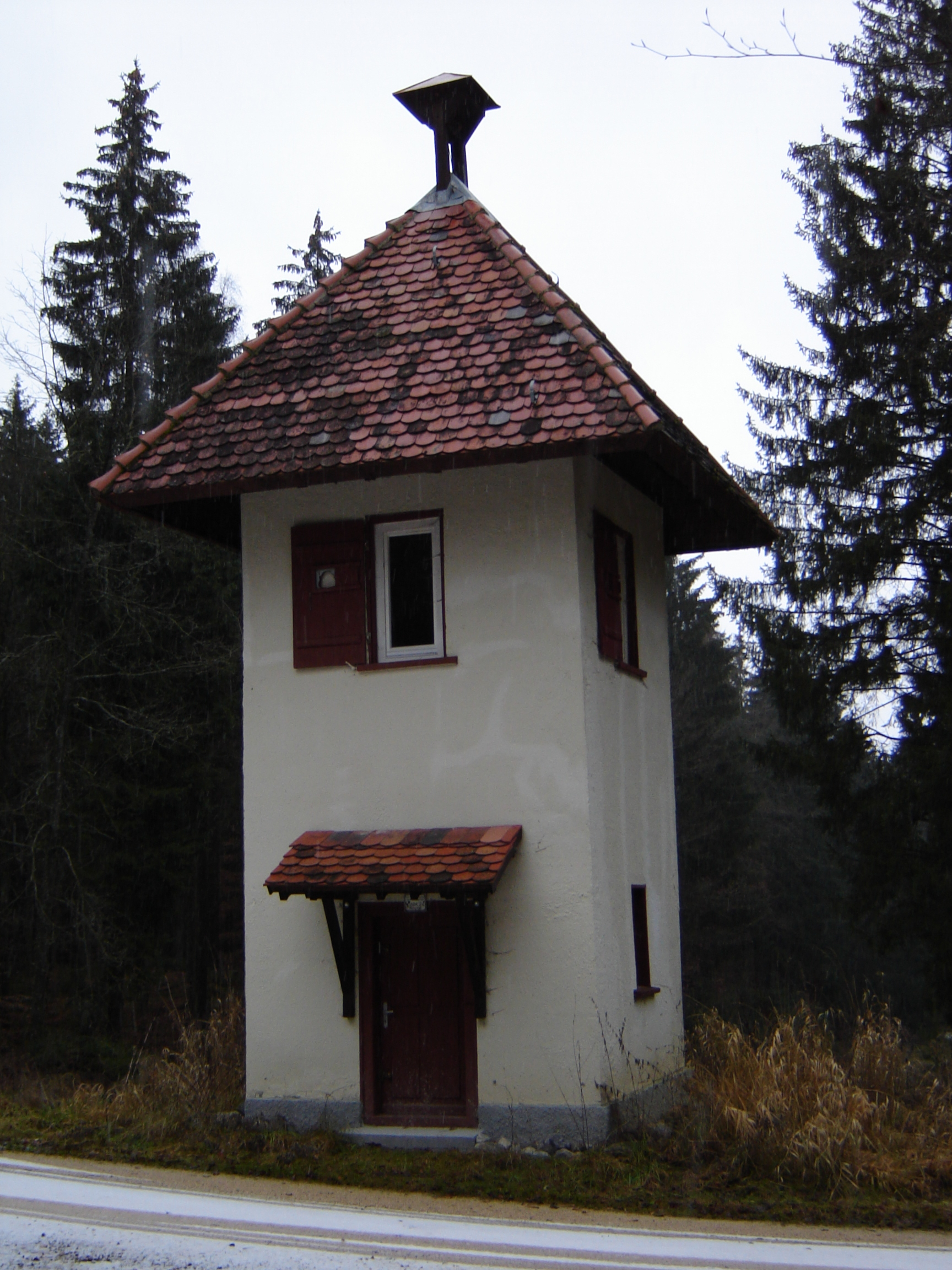
Der Hohschirm (Januar 2007)

Der Hohschirm (48° 2′ 18,5″ N, 9° 12′ 7,4″ O), auch Hochschirm genannt, ist ein Biberschwanzbedeckter, einstöckiger Turm mit aufgesetztem Pyramidendach und einer Grundfläche von 3,5 × 3,5 Metern. Er diente als Feuerwachturm im Revier Josefslust. Der Hohschirm scheint ältere Vorgänger gehabt zu haben, die mindestens so alt sind wie der gleichnamige Name des Gewannes. Der Hohschirm befand sich an der „Alten Poststraße“, einem wichtigen Verbindungsweg, der bereits zur Zeit der Römer bestand. Vielleicht stand hier einst ein Wachturm zur Sicherung der Römerstraße von Meßkirch (Villa rustica westlich von Meßkirch) über Igelswies, Menningen ins Gewann Gänsler (mögliche Lage eines weiteren römischen Wachturms). Von dort ging der Weg durch den heutigen Wildpark Josefslust, am Gewann Poststock vorbei, direkt zur Straßenkreuzung zwischen Sigmaringen und Krauchenwies, am Abzweig nach Sigmaringendorf beim Pfaffenteich, weiter nach Sigmaringendorf (Furt an der Lauchertmündung) und zur Villa rustica beim Hüttenwerk in Laucherthal. In der Vor- und Frühgeschichtlichen Sammlung im Schloss Sigmaringen befinden sich vespasianische Sigillata-Funde aus Josefslust.

### Forsthaus Josefslust
Das Forsthaus Josefslust (48° 3′ 28,1″ N, 9° 13′ 55,6″ O) befand sich 300 Meter östlich des Jagdschlosses östlich der L 456. Die frühere Fürstliche Oberförsterei Josefslust war bereits 1913 nach dem Tode des Oberförsters Ludwig Hörmann aufgehoben und mit der Oberförsterei Krauchenwies vereinigt worden. Es wurde zuletzt als Waldarbeitergehöft genutzt und zwischen 2010/11 teilabgebrochen und als Maschinenschuppen wiederaufgebaut.

### Oberjägerhaus
Das „Oberjägerhaus“ genannte und 1963 abgerissene Gebäude befand sich am „Westportal“ des Fürstlichen Walddoms und Wildparks Josefslust an der K 8267 auf Sigmaringer Gemarkung. Von 1827 bis 1963 bestand das zur Fürstlich Hohenzollerischen Oberförsterei Josefslust gehörende Oberjägerhaus – das „Pendant“ zum Unterjägerhaus auf der gegenüberliegenden Seite des Reviers Josefslust bei Sigmaringendorf. Als der Schutzbezirk Oberjägerhaus aufgelöst wurde, hat die Fürstliche Forstverwaltung das Haus als Waldarbeiterwohnung vermietet.

Das ehemalige Oberjägerhaus

Das Oberjägerhaus war Forsthaus und autarker Bauernhof zugleich: die vordere Wohnhälfte war als Wohnraum genutzt, im hinteren Teil befanden sich Viehstall und Scheune, daneben noch Back- und Waschhaus sowie ein kleiner Holzschopf. Die hier wohnenden Försterfamilien bewirtschafteten damals zehn Morgen beziehungsweise drei Hektar Wiesen und Äcker sowie einen Gemüsegarten. Elektrischer Strom war nicht vorhanden, das Wasser für Mensch und Vieh musste aus einem Brunnen vor dem Haus gepumpt werden. Die Frau des Försters hatte die Aufgabe, täglich um 12:00 Uhr das Glöcklein auf dem Hausdach zu läuten. Dann wussten die Holzmacher, dass es Zeit für die Mittagspause war. Läutete das Glöcklein jedoch zu einer anderen Zeit, so wussten die Holzmacher, dass etwas Außergewöhnliches passiert sein musste. So auch letztmals am Montag, dem 9. November 1931 gegen Abend, als die Waldarbeiter nach dem Läuten die Hebamme holen mussten und kurz darauf ein gesunder Junge geboren wurde.
Das Oberjägerhaus wurde samt Backhaus und Holzschopf 1963 abgebrochen. Das Gebälk war morsch geworden, auch wollte in ein Haus ohne Wasser und ohne Strom niemand mehr einziehen. Der Brunnenschacht und die Güllegrube wurden mit Bauschutt aufgefüllt und das Grundstück samt Wiesen und Äckern mit Fichten aufgeforstet. Die Familie, die zu dieser Zeit das Oberjägerhaus bewohnten, übersiedelte nach Josefslust in die inzwischen neu erbauten Waldarbeiterwohnungen auf der „Tannenwiese“.
Heute stehen an der Stelle des Oberjägerhauses Stangenhölzer, die allerdings von mehreren Stürmen der vergangenen Jahre und Eisbruch im Jahr 1997 stark lädiert sind. Nichts erinnert mehr an frühere Zeiten.

### Unterjägerhaus

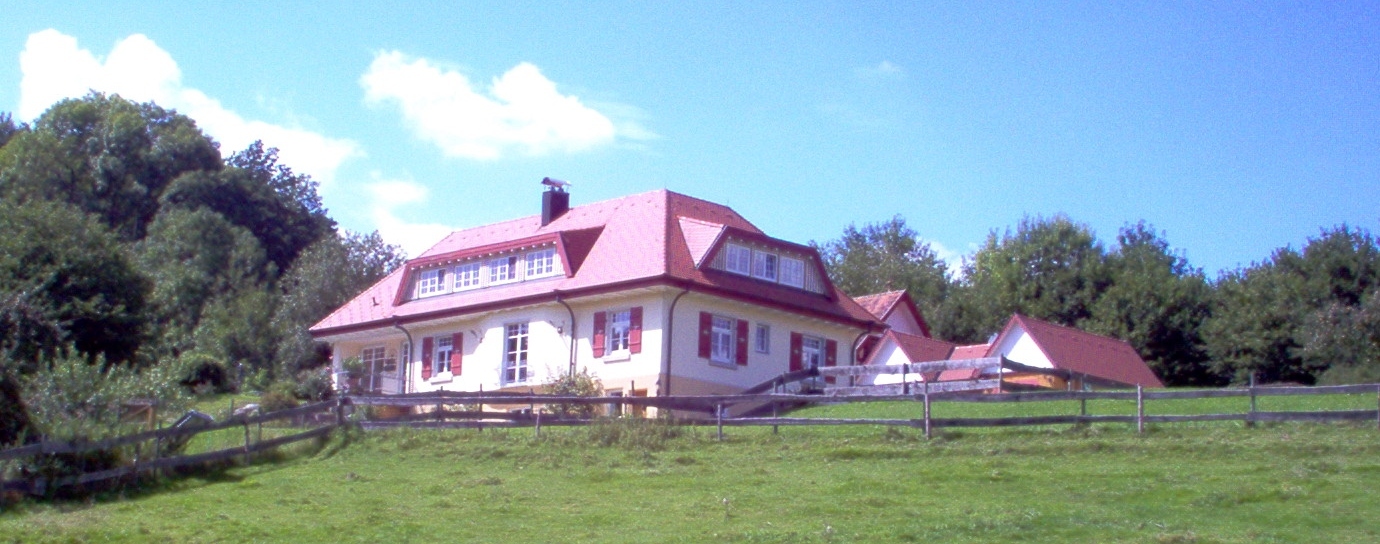
Unterjägerhaus (2007)

Das Unterjägerhaus (48° 3′ 24,5″ N, 9° 15′ 17,8″ O) liegt auf rund 590 m ü. NN westlich der Landstraße 455 und markiert den Ortseingang von Sigmaringendorf. Es wird ebenfalls bewohnt und kann deshalb nicht besichtigt werden. Das Unterjägerhaus wurde Anfang des 20. Jahrhunderts neu erbaut und ersetzte das alte Unterjägerhaus an fast identischem Standort, welches mit dem Bezug des neuen Hauses am 1. Dezember 1908 abgerissen wurde.

### Torwarthaus
Das ehemalige Torwarthaus an der Alten Krauchenwieser Straße wurde 1972 abgebrochen.

### Weiher
Im Waldgebiet Josefslust befinden sich drei Weiher, die über den Wusthaugraben mit der Ablach in Verbindung stehen und sowohl als Wanderziele als auch als Angelgewässer beliebt sind.

#### Wusthauer Weiher

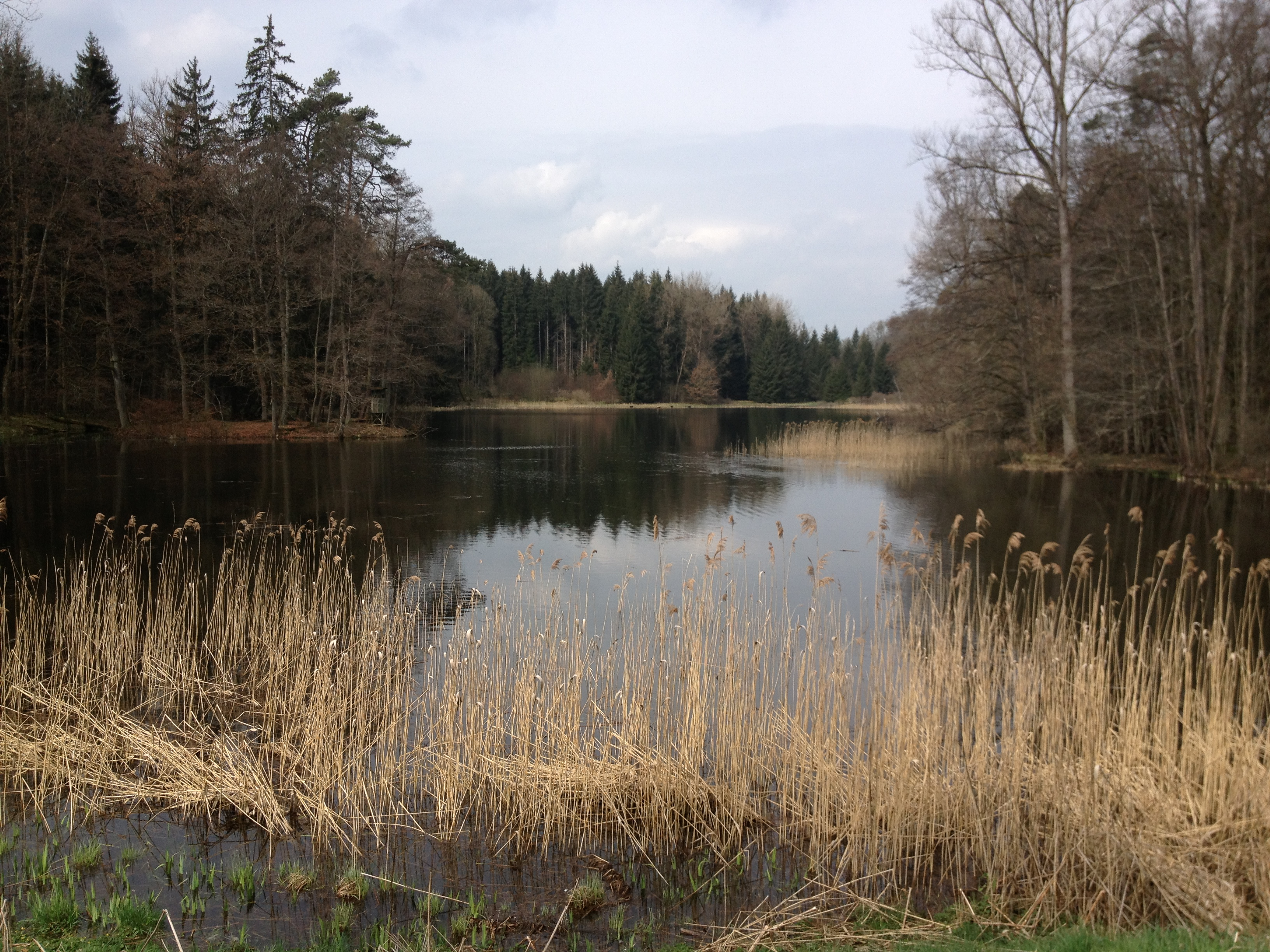
Wusthauer Weiher

Der östlich der L 456 gelegene Wusthauweiher (48° 2′ 39″ N, 9° 15′ 9″ O), auch Wusthauer Weiher genannt, befindet sich auf rund 590 m ü. NN. Im Jahr 2007 wurde das Gewässer gesömmert. Schon 1457 ist der „Wust“ erwähnt, ein zur Gemarkung Josefslust gehöriger Waldkomplex. Er bildete damals ein Streitobjekt zwischen den Gemeinden Sigmaringendorf und Rulfingen. Die letzteren wollten einen Teil des Wusthaus in Äcker verwandeln, wogegen die Sigmaringendorfer im Interesse ihrer Weidgerechtigkeit protestierten. Schließlich wurde der Rechtsstreit beigelegt und in einer Urkunde festgelegt, dass die Rulfinger einen Teil zu Äcker machen durften und die Sigmaringendorfer aber stets befugt waren, ihr Vieh an die Tränke im Wusthau zu treiben. In einer Urkunde aus dem Jahr 1473 wird ein „Egelsee im Wust“ erwähnt. Durch den „Wusthau“ floss der „Wistelbach“, ursprünglich wohl „Wustelbach“ genannt. Er wurde später durch einen zugleich als Weg dienenden Damm abgestaut, wodurch der heutige „Wusthauer Weiher“ entstand. Wann dies war, ist unbekannt. Man vermutet zu der Zeit, als Fürst Josef Friedrich das Jagdschlösschen Joseflust errichten ließ (etwa 1727). Zu Beginn des 20. Jahrhunderts war der Wusthauer Weiher ein gern gesehener Blickfang. Der kleine mit Schilf bewachsene See belebe im Sommer die Landschaft ungemein, und im Winter diene er als eine herrliche Eisbahn.

#### Gögginger und Ablacher Weiher

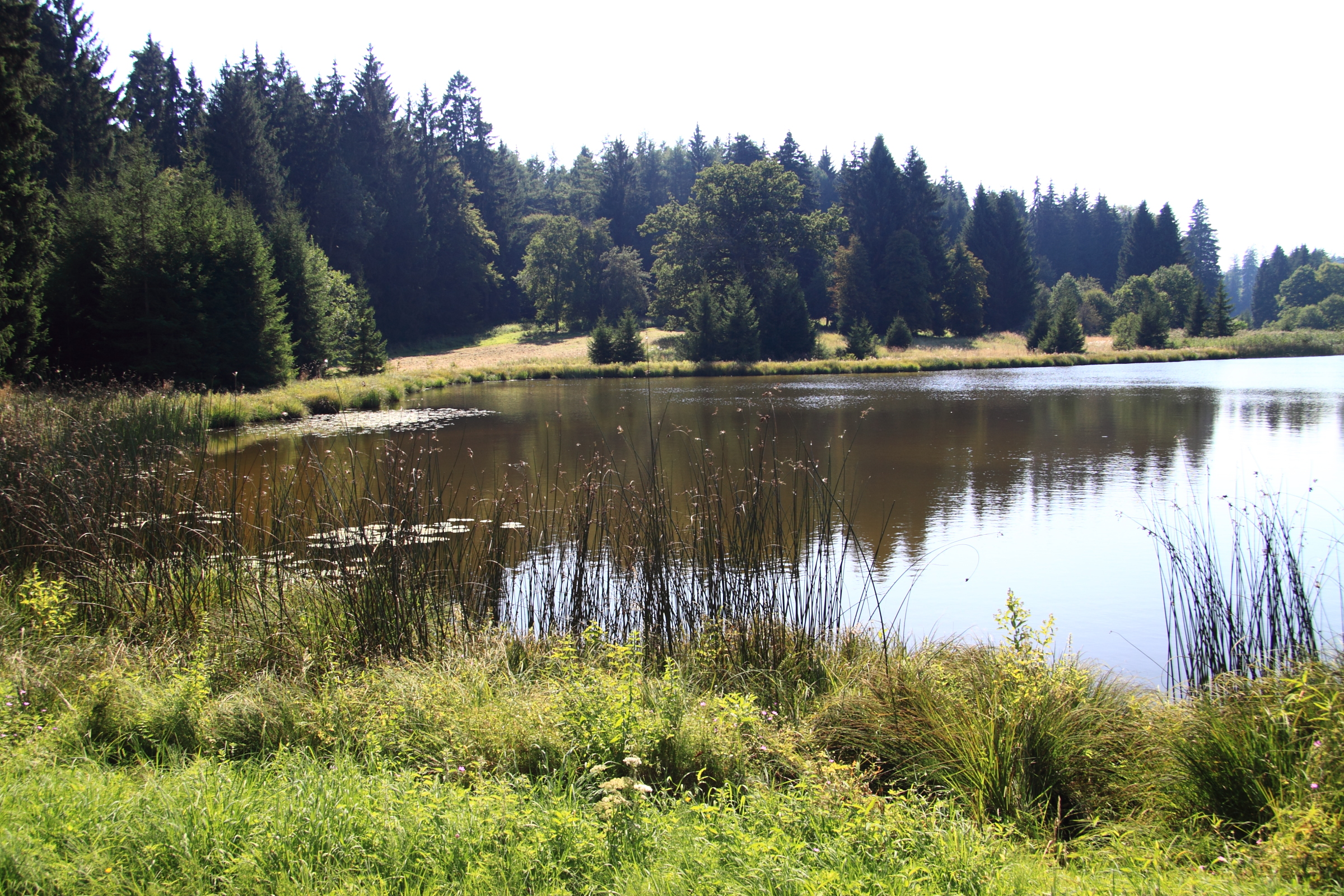
Ablacher Weiher

In der umzäunten Fläche befinden sich zwei ehemals zur Fischzucht genutzte Weiher. Zum einen der auf 636 m ü. NN gelegene Gögginger Weiher (48° 2′ 42″ N, 9° 12′ 24″ O) und der 400 Meter östlich davon liegende Ablacher Weiher (48° 2′ 47″ N, 9° 12′ 52″ O). Beide Weiher können über einen Mönch abgelassen werden. Die Verlandung der Weiher wurde 2006 durch Ausbaggern und Neuanlage der Uferböschung aufgehalten.

### Naturdenkmäler
- Fürst-Friedrich-Eiche
- Fürst-Leopold-Tannen
- Fürstin-Margarete-Eiche (BHU: 7,10 m, 2015[21])
- Forstdirektor-Josef-Riester-Eiche
- Prinz-Franz-Josef-Eiche

## Trivia
Der feurige Wagen zu Krauchenwies ist eine mündliche Überlieferung über die geisterhafte Erscheinung eines Jagdzuges eines Sigmaringer Fürsten im „Thiergarten zu Krauchenwies“.